# Севська операція
Севська операція, також Дмитрієв-Севська операція (рос. Дмитриев-Севская операция) або Севсько-Орловська операція (рос. Севско-Орловская операция) — фронтова наступальна операція радянських військ Центрального фронту (командувач генерал-полковник Рокоссовський К. К.), що проводилася з метою розгрому частки сил групи армій «Центр» в роки німецько-радянської війни.

## Історія

### Задум операції
В результаті успішного зимового наступу 1942—1943 рр. радянські війська на всьому південному фланзі фронту війни тіснили противника, який витративши резерви в попередніх битвах, не мав достатньо сил для зупинки радянського наступу. Скориставшись обстановкою, що склалася 6 лютого 1943 року Ставка Верховного Головнокомандування видала директиву № 30043 визначила завдання на проведення стратегічного наступу. За задумом на першому етапі війська Брянського фронту і лівого крила Західного фронту мали розгромити орловське угруповання ворога (2-га німецька танкова армія), а потім з прибуттям армій колишнього Донського фронту з-під Сталінграда розвинути наступ у загальному напрямку на Смоленськ та вийти в тил ржевсько-вяземського угруповання противника і у взаємодії з Калінінським та Західним фронтами оточити та знищити основні сили групи армій «Центр».
Головну роль у розгромі 2-ї німецької армії (командувач генерал піхоти Вальтер Вайс) зі складу групи армій «Центр», що вела оборонні бої південніше Орла, повинен бути зіграти Центральний фронт (командувач генерал-полковник К. К. Рокоссовський), щойно створений у складі 21-ї та 65-ї армій колишнього Донського фронту, а також 70-ї та 2-ї танкової армій з резерву Ставки. За планом 15 лютого Центральний фронт мав перейти в наступ через Севськ і Унечу на Новгород-Сіверський, Могильов і вийти в райони Орші, Гомеля і Смоленська. Після виходу армій на лінію Брянськ, Гомель головний удар завдавався через Климовичі, Хіславичі на Смоленськ із завданням захоплення району Смоленська та відрізання шляхів відходу вяземсько-ржевського угруповання противника на захід. З виходом головних сил у район станції Унеча наказувалося захопити Гомель силами двох стрілецьких дивізій та західний берег Дніпра на ділянці Речиця, Жлобин. Одночасно в наступ переходили війська Західного фронту на Рославль, Смоленськ, а Калінінського фронту — на Вітебськ, Оршу і частиною сил на Смоленськ, назустріч головному удару Центрального фронту.
Однак на виконання цього завдання сил фронту на той час конче не вистачало, а терміни зосередження військ у вихідних районах для наступу були абсолютно нереальними: дві армії фронту, які щойно завершили ліквідацію оточеного угруповання 6-ї німецької армії, ще перебували під Сталінградом, за 700 кілометрів від місця зосередження. За замислом операція мала розпочатися 15 лютого 1943 року (пізніше після неодноразових звернень К. К. Рокоссовського особисто до Сталіна, той переніс її на 24 лютого). В суворих зимових умовах та труднощів з перекиданням військ залізницею і своїм ходом на кількасот кілометрів виник повний хаос. Артилерія, техніка, транспортні підрозділи відстали від військ, було зірвано постачання техніки пальним, людей — продовольством, кінського складу — фуражем. Війська рухалися до фронту без боєприпасів, але до місць зосередження військ їх ще не встигли підвезти, спроба перекидання боєприпасів паралельно з перекиданням військ остаточно закупорила всі шляхи руху. У безперервних маршах ще до початку бою були вкрай виснажені люди та кінський склад. Унаслідок поспішності та непродуманості перекидання військ німецька розвідка відразу викрила масштабне перекидання військ та зосередження її у визначених районах і командування вермахту вжило заходів для відбиття радянського наступу.

### Битва
25 лютого війська Центрального фронту, не завершивши зосередження свого ударного угруповання і відчуваючи найгостріший брак боєприпасів та продовольства, за підтримки авіації 16-ї повітряної армії перейшли в наступ на севському напрямку. 21-ша армія все ще перебувала на марші, у 2-й танковій армії генерал-лейтенанта О. Г. Родіна з 408 танків у бій перейшли тільки 182 танки. Чисельність військ трьох армій, які перейшли в наступ, становила 256 820 людей. Незважаючи на це, радянським військам вдалося прорвати перший рубіж оборони вермахту і розпочати рух на захід. 2 березня 2-га танкова армія звільнила Севськ. До 6 березня 65-та та 2-га танкова армії просунулися на 30 — 60 кілометрів. Було перерізано залізницю Брянськ — Конотоп. 2-й гвардійський кавалерійський корпус генерала В. В. Крюкова з підрозділами посилення прорвався на 100—120 кілометрів і до 10 березня вийшов до Трубчевська і північніше Новгород-Сіверського до річки Десна.
Завдяки успішному наступу на першому етапі військам Центрального фронту вдалося прорвати німецьку оборону та вийти глибоко у тил німецькій групи армій «Центр». Втім, для розвитку оперативного успіху були потрібні резерви, але їх у радянського командування вже не було. На південній ділянці фронту німецькі війська завдали перших ударів по радянських військах, що вийшли на підступи до Дніпра і змусили їх до відступу, розпочалася Харківська оборонна операція. За особистим наказом Сталіна 11 березня 21-шу армія фронту Рокоссовського, що завершувала зосередження, ударом якої він планував розвинути успіх, терміново перекинуто на загрозливий напрям. Армії Брянського та Західного фронтів попри безперервні спроби прориву німецького фронту виснажили всі свої сили, не здобувши значних результатів. Тим часом німецьке командування благополучно виводило свої війська з Ржевсько-Вяземського виступу і перекидало їх на загрозливі ділянки, зокрема і проти Центрального фронту, що продовжував наступальну операцію, відірвавшись від головних сил.
Враховуючи загострення обстановки, 7 березня Ставка Верховного Головнокомандування своєю директивою № 30067 змінила завдання військам Центрального фронту, перенаціливши його на розгром дмитрієвсько-орловського угруповання німецьких військ. Таким чином, перегрупування військ Рокоссовського К. К. на новий напрям, що почалося, ускладнило підтримку передовим військам, що продовжували наступати далі на захід.

### Німецький контрудар
12 березня 1943 року німецькі війська перейшли у контрнаступ. Проти кінно-стрілецької групи генерала Крюкова були кинуті в бій відразу 6 дивізій (з них три угорські), які фланговими ударами оточили війська, що далеко вирвалися вперед. Кавалеристи та лижники перейшли до оборонних боїв в умовах чисельної переваги противника. До 20 березня кінно-стрілецька група під ударами німецько-угорських військ відійшла з великими втратами до Севська та кілька днів тривала оборону міста. 21 березня 1943 року у зв'язку із загальним провалом наступу з'єднання Центрального фронту за наказом Ставки перейшли до оборони на рубежі Мценськ — Новосіль — Брянцево — на схід від Севська — Рильськ. Основні зусилля командування фронту зосередилися на виведенні з напівоточення кінно-стрілецької групи генерала Крюкова, але кілька спроб прорвати фронт і вийти до Севська були відбиті німцями. 27 березня німецькі війська вибили радянські частини із Севська. 28 березня залишки кінно-стрілецької групи за сприяння військ фронту прорвалися з оточення, після чого лінія фронту стабілізувалася.

### Результати операції
Приблизно половину зайнятої під час Севської операції території радянські війська залишили. Внаслідок проведення цієї наступальної операції утворилася висунута на захід центральна ділянка Курської дуги. План радянського командування з розгрому орловського угруповання та групи армій «Центр» взимку — навесні 1943 року був зірваний.
Втрати радянських військ виявилися значними: 30 439 осіб безповоротні (загиблі та захоплені в полон) та 39 968 осіб санітарні. Загинув кожен десятий із бійців, які були на фронті на початок наступу. Основні втрати припали на кінно-стрілецьку групу: за опублікованими даними, з її складу загинули близько 15 000 бійців, залишилося живими менше 3000 осіб. Радянська 2-га танкова армія втратила 128 танків і 13 695 бійців (зокрема 3520 убитими і зниклими безвісти).